# Tennessee Waltz (album)
Tennessee Waltz is een muziekalbum van de Amerikaanse popzangeres Patti Page. Mercury Records gaf het in 1952 uit als mini-lp met het serienummer MG-25154. Alle liedjes op dit album waren in de voorgaande jaren tevens als singles uitgegeven.

## Liedjes

### Kant één
1. "The Tennessee Waltz" - 3:04
2. "Would I Love You (Love You, Love You)" - 2:56
3. "Mockin' Bird Hill" - 3:00
4. "And So to Sleep Again" - 2:56

### Kant twee
1. "Mister and Mississippi" - 3:10
2. "Come What May" - 2:12
3. "These Things I Offer You" - 2:21
4. "Down the Trail of Aching Hearts" - 2:57